# Episodi di Walker Texas Ranger (ottava stagione)
L'ottava stagione della serie televisiva Walker Texas Ranger, formata da 25 episodi, è stata trasmessa nel canale statunitense CBS dal 25 settembre 1999 al 20 maggio 2000. Invece in Italia viene trasmessa in chiaro su Italia 1 dal 7 ottobre 2001 al 18 maggio 2002.
| nº | Titolo originale                    | Titolo italiano              | Prima TV USA      | Prima TV Italia  |
| -- | ----------------------------------- | ---------------------------- | ----------------- | ---------------- |
| 1  | In Harm's Way: Part 2               | Mister "O" (2 parte)         | 25 settembre 1999 | 7 ottobre 2001   |
| 2  | Countdown                           | Conto alla rovescia          | 2 ottobre 1999    | 14 ottobre 2001  |
| 3  | Safe House                          | Inseguimento mortale         | 9 ottobre 1999    | 21 ottobre 2001  |
| 4  | Way of the Warrior                  | Lupo solitario               | 16 ottobre 1999   | 28 ottobre 2001  |
| 5  | Tall Cotton                         | Doppia identità              | 23 ottobre 1999   | 4 novembre 2001  |
| 6  | The Lynn Sisters                    | Ultimo spettacolo            | 30 ottobre 1999   | 11 novembre 2001 |
| 7  | Suspicious Minds                    | Menti sospettose             | 6 novembre 1999   | 18 novembre 2001 |
| 8  | Widow Maker                         | Il toro delle vedove         | 13 novembre 1999  | 25 novembre 2001 |
| 9  | Fight or Die                        | La fossa dei gladiatori      | 20 novembre 1999  | 4 dicembre 2001  |
| 10 | Rise to the Occasion                | Cogli l'attimo               | 27 novembre 1999  | 11 dicembre 2001 |
| 11 | Full Recovery                       | Giochi di guerra             | 11 dicembre 1999  | 18 dicembre 2001 |
| 12 | A Matter of Faith                   | La vera forza                | 18 dicembre 1999  | 25 dicembre 2001 |
| 13 | Vision Quest                        | La visione                   | 8 gennaio 2000    | 30 dicembre 2001 |
| 14 | A Matter of Principle               | Un ranger è per sempre       | 15 gennaio 2000   | 6 gennaio 2002   |
| 15 | Thunderhawk                         | Arma micidiale               | 5 febbraio 2000   | 13 gennaio 2002  |
| 16 | Justice Delayed                     | Il testimone del lago        | 12 febbraio 2000  | 20 gennaio 2002  |
| 17 | The Day of Cleansing                | Pioggia di fuoco             | 19 febbraio 2000  | 27 gennaio 2002  |
| 18 | Black Dragons                       | La triade del drago nero     | 26 febbraio 2000  | 3 febbraio 2002  |
| 19 | Soldiers of Hate                    | I soldati dell'odio          | 25 marzo 2000     | 10 febbraio 2002 |
| 20 | The General's Return                | Il ritorno del generale      | 8 aprile 2000     | 17 febbraio 2002 |
| 21 | Showdown at Casa Diablo: Part 1 & 2 | Prova di forza a Casa Diablo | 29 aprile 2000    | 22 aprile 2002   |
| 22 | Showdown at Casa Diablo: Part 1 & 2 | Prova di forza a Casa Diablo | 3 maggio 2000     | 29 aprile 2002   |
| 23 | The Bachelor Party                  | La festa degli scapoli       | 13 maggio 2000    | 5 maggio 2002    |
| 24 | Wedding Bells: Part 1 & 2           | Killer di professione        | 20 maggio 2000    | 19 maggio 2002   |
| 25 | Wedding Bells: Part 1 & 2           | Killer di professione        | 20 maggio 2000    | 19 maggio 2002   |

## Mister "O" (seconda parte)
- Titolo originale: In Harm's Way: Part 2
- Diretto da: Jerry Jameson
- Scritto da: Gordon T. Dawson e Nicholas Corea

### Trama
Walker e Alex sopravvivono allo schianto dell'aereo e nuotano fino a riva; il militare che li aveva abbattuti avverte però Mister "O", che manda una squadra di mercenari a ucciderli. Una volta sul posto i mercenari si dividono per trovare Walker; alcuni di loro scoprono Alex nel suo nascondiglio e la prendono in ostaggio. Usando alcune bombe rubate ai suoi nemici Walker li mette in fuga, pur rimanendo anch'esso ferito in una sparatoria. Il Ranger, curato da Alex, affronta in seguito i mercenari rimasti e li sconfigge. Trivette ha arrestato nel frattempo il militare corrotto e soccorre infine Walker e Alex, che riescono a portare la videocassetta in tribunale. Mister "O" viene così condannato a morte, mentre all'ospedale C.D. si riprende.

## Conto alla rovescia
- Titolo originale: Countdown
- Diretto da: Michael Preece
- Scritto da: Bob Gookin

### Trama
Un gruppo di terroristi pretende la liberazione di alcuni di loro, dichiarando di avere infettato alcune persone, a loro insaputa, con l'antrace. Questo tuttavia è solo un avvertimento, poiché hanno intenzione di diffondere l'antrace con una bomba se non verranno accontentati. Walker e Trivette si accorgono che C.D. ha i sintomi dell'infezione e lo fanno ricoverare, salvandolo. Stando alle parole dei criminali le vittime sono state infettate il pomeriggio precedente; C.D. spiega che a quell'ora si trovava in un bar e gli altri presenti vengono messi in quarantena. Il governatore di Dallas si trova costretto a fare liberare i terroristi arrestati, ma nel frattempo i loro compagni, infuriati per l'attesa, fanno sapere che hanno innescato la bomba che esploderà entro due giorni. Walker e Trivette, aiutati dal Ranger Gage e dalla sua collega Sydney, oltre che da un esperto di computer, cercano di localizzare la bomba, trovata infine da Walker che la porta fuori città prima che esploda. I criminali rilasciati, seguiti con una cimice, vengono nuovamente arrestati assieme agli altri.
- Questo episodio rappresenta la prima apparizione della serie per Judson Mills e per Nia Peeples che interpretano rispettivamente Francis Gage e Sydney Cooke.

## Inseguimento mortale
- Titolo originale: Safe House
- Diretto da: Jerry Jameson
- Scritto da: Bruce Cervi e John Lansing

### Trama
Un contabile che lavorava per un boss mafioso decide di testimoniare contro il suo capo, dovendo però fuggire assieme alla moglie e alla sua bambina. Gli aiutanti del criminale assaltano l'auto in cui viaggia la famiglia uccidendo le due guardie che la proteggevano; l'arrivo di Gage e Sydney mette in fuga gli assalitori, ma uno di essi avverte il boss, che manda altri due killer a bordo di un elicottero. Essi inseguono l'auto di Gage sparandovi addosso, ma vengono infine uccisi da Walker e Trivette, accorsi sul posto. Il boss viene arrestato dai Ranger, mentre il contabile viene trasferito in un luogo segreto fino al termine del processo, protetto inoltre da Sydney e Gage. La moglie del testimone trasgredisce però gli ordini facendo una telefonata, che viene intercettata dai delinquenti rimasti che poi assaltano la casa. Walker e gli altri Ranger neutralizzano la banda, salvando il testimone che fa condannare il suo capo.

## Lupo solitario
- Titolo originale: Way of the Warrior
- Diretto da: Michael Preece
- Scritto da: Guy Prevost, Bruce Cervi e John Lansing

### Trama
Un disonesto imprenditore uccide un giornalista che aveva scoperto i suoi traffici, poi fa in modo che la colpa ricada su John Wolf, un indiano che lui stesso aveva chiamato sul posto. John si rifugia in una baracca e dice che tratterà solo con Walker, a cui spiega la verità. Per merito di uno sciamano il Ranger ha una visione e si risveglia nel Far West, dove lo sceriffo locale, bisnonno dell'imprenditore, ha accusato Lone Wolf (antenato di John) di un delitto commesso da lui stesso. Walker estrae il proiettile dal cadavere e, quando lo sceriffo arresta Lone Wolf ferendo inoltre suo figlio, confronta i due proiettili trovandoli identici. Walker si precipita a salvare Lone Wolf dalla forca e affronta lo sceriffo e i suoi complici, ferendoli in una sparatoria. La visione termina e Walker, tornato nel presente, si reca sul luogo del delitto; qui accusa l'imprenditore che cerca di aggredirlo per fuggire, dimostrandosi così colpevole. John viene quindi rilasciato.

## Doppia identità
- Titolo originale: Tall Cotton
- Diretto da: Michael Preece
- Scritto da: Bob Gookin

### Trama
Dopo che i Ranger hanno sgominato una banda di trafficanti di droga che usava un magazzino ittico come copertura, Walker e Alex partono per un campeggio, e Gage è preoccupato per sua sorella Julie, che lavora come giornalista ed è sparita da qualche giorno. Gage, interrogando il capo di Julie, scopre che la sorella si era finta cameriera in un locale per incastrarne il proprietario, indagato per vari reati, e anch'egli si fa assumere come buttafuori nello stesso locale, raggiunto da Sydney che diviene cameriera. Quando i due Ranger salvano un'altra cameriera da un'aggressione quest'ultima conferma che Julie è stata rapita: il delinquente difatti l'ha drogata per farle dire ciò che aveva scoperto su di lui. Gage trova le prove che la sorella aveva raccolto contro il criminale, ma gli scagnozzi tentano di eliminare lui e Sydney, venendo fermati da Trivette. Gage e Sydney scoprono il luogo dove Julie è tenuta prigioniera e la salvano. Una parte della banda viene arrestata; il capo fugge su un aereo, venendo però bloccato da Walker rientrato dalla vacanza.
● Guest Star: Rebecca Staab (Julie Gage), Stuart Pankin (Stanley Chamberlain), Frank Stallone (B.J. Ronson)

## L'ultimo spettacolo
- Titolo originale: The Lynn Sisters
- Diretto da: Christian I. Nyby II
- Scritto da: Rob Wright

### Trama
Mentre i Ranger cercano di fermare una produzione di videocassette-pirata, C.D. è orgoglioso perché le Lynn Sister, due famose cantanti, hanno accettato di esibirsi nel suo locale. Durante il viaggio le due sorelle vengono però rapite da alcuni criminali che uccidono inoltre il loro manager e l'autista. I delinquenti cercano di far credere alle due donne che in cambio di una loro esibizione che verrà filmata le lasceranno libere, mentre in realtà hanno intenzione di ucciderle dopo il concerto, per arricchirsi vendendo il video del loro ultimo spettacolo. I Ranger scoprono tuttavia il rifugio dei criminali e li arrestano salvando le due cantanti, che regalano loro un biglietto ciascuno per il loro successivo concerto.

## Menti sospettose
- Titolo originale: Suspicious Minds
- Diretto da: Jerry Jameson
- Scritto da: Anne Dremman

### Trama
Un agente si è infiltrato tra gli uomini di un boss della mafia, fornendo a Walker varie informazioni per incastrarlo. Nel frattempo un cantante sosia di Elvis Presley intende partecipare a una gara per aiutare la sua bambina sordomuta con i soldi della vincita. La bambina assiste per caso all'omicidio dell'agente, riconoscendo poi il colpevole tra le foto dei sospettati. L'uomo, arrestato da Walker, rischia la pena di morte per i suoi crimini, ma potrebbe evitarla testimoniando contro il suo capo: sapendolo il boss ordina di uccidere la testimone e, se necessario, anche il proprio scagnozzo. Un primo attentato contro la bambina fallisce; il boss manda allora due uomini vestiti da Elvis alla gara in cui partecipa il padre della bimba, ma i killer vengono catturati da Gage e Sydney. Il boss viene infine arrestato da Walker e Trivette, mentre il cantante vince la gara offrendo la migliore imitazione di Elvis.

## Il toro delle vedove
- Titolo originale: Widow Maker
- Diretto da: Jerry Jameson
- Scritto da: Gordon T. Dawson

### Trama
A Dallas si sta organizzando un rodeo di beneficenza, la cui attrazione principale è un toro indomabile di nome Widow Maker, che un campione di rodeo cercherà di cavalcare. Il padrone dell'arena, per aver protetto sua figlia molestata da una banda di giovani, viene picchiato da essi; Walker e Trivette intervengono e il capo della banda cerca di uccidere Trivette con un coltello, ma cade sulla lama e muore. Il padre del ragazzo, che odia i Ranger da quando Walker aveva arrestato suo fratello, cerca di fare condannare Trivette per omicidio e, non riuscendovi, lo fa picchiare da alcuni uomini lasciando all'altro suo figlio il compito di ucciderlo. Gli aggressori vengono messi in fuga da Gage e Sydney; il figlio del delinquente, che ha inoltre tentato di uccidere la ragazza mandandole contro un toro, viene arrestato da Walker. Il padre arriva alle spalle di Walker cercando di sparargli, ma il Ranger spara a sua volta e lo uccide. Walker decide inoltre di sostituire il campione di rodeo cavalcando Widow Maker.

## La fossa dei gladiatori
- Titolo originale: Fight or Die
- Diretto da: Michael Preece
- Scritto da: Gordon T. Dawson

### Trama
In una prigione il direttore e le guardie fanno combattere i carcerati e si arricchiscono vendendo i filmati delle lotte su internet. Dopo che un finto carcerato (in realtà un agente in incognito) viene scoperto e ucciso, Walker e Gage accettano di penetrare nel carcere fingendosi prigionieri, assieme a Trivette che vi entra sotto falso nome come guardia. Walker e Gage vengono fatti combattere in prova e in seguito devono lottare contro Hammer, il campione del carcere; Trivette trova intanto le videocassette nell'ufficio del direttore, ma viene scoperto. Immaginando che anche Walker sia un agente le guardie decidono di sparargli, ma i detenuti si ribellano e lo sparo uccide il suo avversario. I Ranger, aiutati dai carcerati, lottano contro le guardie corrotte e le arrestano.
● Guest Star: Charles Napier (direttore del carcere), Marshall R. Teague (capo delle guardie), Frank Shamrock (Hammer), Cliff Emmich (commerciante delle videocassette)

## Cogli l'attimo
- Titolo originale: Rise to the Occasion
- Diretto da: Eric Norris
- Scritto da: Bob Gookin

### Trama
In una scuola uno studente perseguitato dai compagni decide di suicidarsi: Walker, accorso sul posto, cerca di intervenire ma il ragazzino si uccide ugualmente. In seguito Walker apprende che la scuola è dominata dalle bande giovanili e gli insegnanti hanno difficoltà a gestire i ragazzi; il Ranger collabora allora con la preside offrendo agli studenti la possibilità di seguire le sue lezioni di arti marziali, a condizione che lascino le bande, e propone ai ragazzi di parlare dei loro problemi in classe, per evitare che la tragedia si ripeta. Dopo qualche tempo la situazione migliora, ma ciò fa infuriare una banda di teppisti che costringeva gli studenti allo spaccio; essi irrompono a una festa per aggredire i presenti, ma la preside e lo zio di uno degli studenti li tengono a bada. Nel frattempo Gage e Sydney si fanno assumere in un locale per indagare sul proprietario, che si rivela effettivamente un criminale e viene arrestato.

## Giochi di guerra
- Titolo originale: Full Recovery
- Diretto da: Clarence Gilyard Jr.
- Scritto da: Bruce Cervi e John Lansing

### Trama
Un giovane che lavora in un laboratorio scopre che il suo capo nasconde una grossa quantità di gas nervino; si fa quindi aiutare da suo fratello per rubarne una parte e consegnarla come prova alla polizia. Il giovane viene però sorpreso e ucciso mentre suo fratello riesce a fuggire, ma uno dei delinquenti lo insegue in auto e lo investe, facendolo cadere in un fiume. Sydney salva il ragazzo, che viene portato in ospedale. Avendogli trovato addosso il gas i Ranger sospettano che il giovane sia un terrorista; egli ha perso la memoria, ma Walker riesce a fargliela tornare ipnotizzandolo. I delinquenti cercano due volte di eliminarlo, ma vengono fermati; il loro capo ha ordinato intanto un attentato e poi si è suicidato. Walker lo riconosce e immagina che l'obiettivo dell'attentato sia un raduno di militari che si svolge quel giorno, dato che l'uomo odiava l'esercito in quanto suo figlio, un militare, si era tolto la vita dopo una condanna. Mentre Gage e Sydney arrestano i terroristi, Walker trova il gas nascosto di fianco a una bomba e lo porta lontano prima che essa esploda.

## La vera forza
- Titolo originale: A Matter of Faith
- Diretto da: Michael Preece
- Scritto da: Bruce Cervi e John Lansing

### Trama
I Ranger danno la caccia ad alcuni rapinatori travestiti da Babbo Natale; contemporaneamente un pastore amico di C.D. sta organizzando una raccolta fondi nella sua chiesa, che donerà ai bambini dell'orfanotrofio per Natale. Il pastore è aiutato da un giovane che faceva parte di una banda, ma ne è uscito (pur rimanendo amico dei teppisti) diventando un esempio positivo per i bambini del luogo. Walker deve interrompere la caccia ai rapinatori, lasciandola a Gage e Sydney, perché la chiesa viene derubata da un gruppo di teppisti, che durante la fuga gettano a terra il pastore mandandolo in coma. Dopo avere scoperto che è stato un suo amico a ferire il sacerdote, il giovane vuole vendicarlo uccidendo il colpevole, nonostante quest'ultimo cerchi di scusarsi. Walker riesce a fermarlo e i due giovani aiutano lui e Trivette a soccorrere un altro ragazzo che ha avuto un incidente portando la sua fidanzata incinta all'ospedale. Walker riesce a fare nascere il bambino, mentre il pastore si riprende dal coma.
- Questo episodio segna l'ultima apparizione nella serie di Noble Willingham nel ruolo di C.D. Parker.

## La visione
- Titolo originale: Vision Quest
- Diretto da: Jerry Jameson
- Scritto da: Rob Wright

### Trama
Un boss della mafia ordina un agguato contro Walker; uno dei suoi uomini lascia quindi una bomba in un bar dove si trova il Ranger. Per salvare le altre persone presenti Walker cerca di portare fuori la bomba, che però esplode facendogli perdere la vista. Walker inizia una cura assistito da Alex ma, non sapendo se potrà recuperare la vista, pensa di rinunciare alla sua carriera di Ranger. Mentre Trivette e gli altri danno la caccia al boss, Walker riceve la visita di Aquila Bianca, che gli insegna a compensare la cecità usando gli altri sensi; nel frattempo due uomini mandati dal criminale arrivano al ranch di Walker per ucciderlo. Usando gli insegnamenti dello sciamano, Walker riesce a sconfiggere i killer salvando sé stesso e Alex. Il boss viene infine arrestato da Trivette, Gage e Sydney, mentre Walker recupera la vista.

## Un Ranger è per sempre
- Titolo originale: A Matter of Principle
- Diretto da: Eric Norris
- Scritto da: Janet A. Wilson e Michael L. Wilson

### Trama
Durante una rapina una ragazza rimane ferita e finisce in coma; suo padre Harper, un Ranger che si è ritirato di sua volontà alcuni anni prima, si sente in colpa per ciò che è successo e decide di trovare i colpevoli per ucciderli. Walker convince il suo ex collega a tornare in ospedale ad assistere la figlia e a confortare sua moglie. In seguito la ragazza si riprende, tuttavia Walker è sempre stato contrario alle dimissioni di Harper e, quando le indagini fanno intuire ai Ranger il luogo della prossima rapina, gli offre la possibilità di partecipare agli arresti. Una volta sgominata la banda Harper lascia intendere che ha nostalgia del suo lavoro da Ranger e Walker, dopo averne parlato con i suoi superiori, lo fa rientrare in servizio.

## Arma micidiale
- Titolo originale: Thunderhawk
- Diretto da: Mike Norris
- Scritto da: Rob Wright e Reuben Leder

### Trama
Un nuovo tipo di laser, appena creato in laboratorio, viene rubato. Walker sospetta che uno dei dipendenti possa essere colpevole, il che difatti è vero; mentre i Ranger indagano il laser viene nuovamente rubato da alcuni ladri di computer. Una volta tornato in possesso dell'arma l'uomo che per primo l'aveva rubata la usa per uccidere l'altra banda e poi la vende a un gruppo terroristico, il cui capo intende compiere un attentato contro gli Stati Uniti. Il dipendente del laboratorio, arrestato, si convince a collaborare per ridursi la pena e svela il nascondiglio dei terroristi; essi si trovano circondati dai Ranger e devono abbandonare l'arma. Il loro capo, salito su un aereo, cerca di investire Walker e Trivette durante la fuga ma Walker usa il laser per fermare l'aereo e lo arresta.

## Il testimone del lago
- Titolo originale: Justice Delayed
- Diretto da: Michael Preece
- Scritto da: John Lansing

### Trama
Mentre Walker sta organizzando il suo matrimonio con Alex, Trivette impartisce lezioni di criminologia all'università e una studentessa, Erika Carter, lo prega di dimostrare l'innocenza di suo padre, Fred Carter. Quest'ultimo, accusato di omicidio, all'ora del delitto stava pescando in un lago sperduto. L'uomo ha un testimone a suo favore, che la figlia rintraccia grazie alle indagini di Trivette. Il testimone, Mark Dunford, un ex procuratore distrettuale divenuto pescatore solitario dopo avere condannato un innocente morto poi in carcere, si rifiuta di aiutarli. Il vero assassino ha mandato alcuni uomini per uccidere il testimone che, salvato dal Ranger, si convince a presentarsi in tribunale per l'ultima volta. Uno dei criminali sfuggito alla sparatoria chiama rinforzi, ma Gage e Sydney rintracciano la telefonata, chiamando a loro volta Walker in aiuto; anche il secondo attentato quindi fallisce. Con la testimonianza dell'ex avvocato il padre della studentessa viene così rilasciato.

## Pioggia di fuoco
- Titolo originale: The Day of Cleansing
- Diretto da: Christian I. Nyby II
- Scritto da: John Lansing e Bruce Cervi (soggetto); Gordon T. Dawson (sceneggiatura)

### Trama
I Ranger stanno cercando di fermare il capo di un gruppo razzista, che era stato arrestato ma è poi riuscito a fuggire. Ad aiutarli arriva Sammo, un poliziotto di Los Angeles, chiamato da Walker. Mentre Gage cerca di infiltrarsi nella banda, Sydney si presenta a un maneggio (usato come base dai criminali) fingendo di volere prendere lezioni. I due scoprono che il capo della setta ha in programma vari attentati in quello che chiama "il giorno della purificazione" e ha affidato ai suoi seguaci l'incarico di fare esplodere svariati camion contenenti alcune bombe. In questo modo conta di ottenere l'attenzione della popolazione che, secondo lui, si unirebbe poi alla sua lotta. Sydney cerca di telefonare a Walker, ma viene scoperta e stordita, quindi caricata su un camion. Gage inizia a lottare contro i razzisti, aiutato da Walker e Sammo oltre che da Trivette e altri agenti che circondano la zona. Nella confusione il capo riesce a fuggire su uno dei camion, ma viene ucciso da Walker, che libera Sydney. Il criminale aveva però innescato la bomba e Walker e Sammo portano il camion fuori città prima dell'esplosione.
- Questo episodio conclude un crossover con Più forte ragazzi iniziato con l'episodio Missili sulla città.
- Guest Star: Sammo Hung (Sammo Law)

## La triade del drago nero
- Titolo originale: Black Dragons
- Diretto da: Michael Preece
- Scritto da: Doug Heyes Jr.

### Trama
P.K. Song, il figlio di un politico cinese, che si trova a Dallas per uno scambio culturale, è un criminale all'insaputa del padre Edward. Litigando con la sua fidanzata il giovane aggredisce Gage, che si era messo in mezzo, e viene arrestato, ma l'immunità diplomatica del padre protegge anche lui. Poiché Gage lo aveva sentito discutere di una partita di droga, Walker e Trivette cercano di interrogare la ragazza, che però viene uccisa. I Ranger scoprono che il giovane fa da collegamento tra il capo di una setta orientale e due fratelli del luogo che comprano la droga. Walker fà avere a questi ultimi una finta registrazione in cui sembra che il giovane tradisca i suoi complici, cosicché i criminali si riuniscono, senza sapere di essere seguiti dai Ranger. Mentre Gage affronta il giovane e lo sconfigge, Walker, Trivette e Sydney arrestano il resto della banda. Il politico, sconvolto, fa togliere l'immunità al figlio, che viene quindi condannato.
● Guest Star: Byron Mann (P.K. Song), Mako (Edward Song)

## I soldati dell'odio
- Titolo originale: Soldiers of Hate
- Diretto da: Jerry Jameson
- Scritto da: Leslie Pike

### Trama
A Dallas si stanno preparando dei festeggiamenti e Walker è impegnato ad allenare alcuni ragazzi per un'esibizione di karate; Gage diventa amico di un bambino e cerca di allontanarlo dall'influenza negativa del fratello maggiore, il quale fa parte di una banda. Nel frattempo una setta razzista che ha compiuto crimini e attentati in varie città degli U.S.A. arriva a Dallas per organizzare un attentato durante la festa. Due dei razzisti aggrediscono due allievi di Walker, ma vengono arrestati; il capo della setta li fa allora uccidere in prigione prima che possano parlare. I Ranger intuiscono che la presenza della setta in città è collegata alla festa e chiedono al governatore di annullarla, ma egli si rifiuta; Walker e gli altri riescono tuttavia a bloccare i criminali e a localizzare gli esplosivi, che vengono poi disinnescati.

## Il ritorno del generale
- Titolo originale: The General's Return
- Diretto da: Christian I. Nyby II
- Scritto da: Galen Tong

### Trama
Alcuni trafficanti spacciano armi a Dallas facendole arrivare dall'Asia, la loro terra d'origine; un Ranger è da tempo infiltrato nella banda per spiarne le mosse, ma viene scoperto e ucciso. Al funerale Walker promette al generale padre della vittima, suo vecchio amico, di arrestare gli assassini del figlio. I Ranger arrestano uno dei membri della banda e fanno decifrare un codice segreto dei trafficanti al figlio della vittima, che è esperto di computer. Il bambino scopre l'accesso al codice rivelando così ai Ranger il covo della banda, che viene arrestata. Intanto il bambino, perseguitato dal figlio di un vicino razzista, riesce a difendersi grazie alle lezioni di arti marziali di suo nonno, che anziché tornare in Oriente decide di rimanere dalla sua famiglia a Dallas.

## Prova di forza a casa Diablo
- Titolo originale: Showdown at Casa Diablo: Part 1 e 2
- Diretto da: Eric Norris e Jerry Jameson
- Scritto da: Bruce Cervi e John Lansing

### Trama
Due fratelli messicani, Cruz e Ramon Ortega, sono boss della droga; un'agente in incognito si finge amante di uno di loro per fare sequestrare più carichi possibile, ma viene scoperta e uccisa. Inoltre i due boss fanno uccidere Jake, il padrone di una fattoria che intendono usare come base per i loro traffici. La vedova Nicole, amica di Alex, rifiuta però di vendere la sua terra e assume sotto falso nome Walker, Trivette e Gage che dovranno scoprire chi tra i lavoratori della fattoria è l'intermediario dei due fratelli. Grazie anche all'aiuto di Alex i tre smascherano Travis, la talpa nonché l'assassino del marito della proprietaria, lo arrestano e lo obbligano ad attirare in trappola il suo capo. Ramon si presenta con i suoi uomini e i tre li sconfiggono e poi arrestano il messicano. Cruz, infuriato, si vendica e proprio il giorno in cui Alex e Sidney devono partire per un incontro diplomatico sul traffico di droga i suoi uomini uccidono le guardie del corpo e prendono le due in ostaggio. Cruz Ortega pretende che suo fratello sia rilasciato e minaccia di uccidere gli ostaggi; Ramon viene quindi liberato contro il parere di Walker, ma Cruz si rifiuta di lasciare Alex e Sydney, usandole come trappola per attirare Walker oltre il confine e ucciderlo. Pur non ottenendo il permesso di recarsi in Messico, Walker ci va ugualmente, raggiunto contro il suo volere da Trivette e Gage: i tre Ranger si salvano da vari agguati da parte degli uomini di Cruz e giungono infine nei pressi di Casa Diablo, dimora dei fratelli Ortega. Nel frattempo Sydney tenta varie volte di fuggire e di difendere Alex, attirandosi l'odio di Ramon che intende violentarla. Proprio in quel momento Walker e gli altri Ranger, sconfitti gli uomini di guardia, si sono impossessati delle bombe dei nemici e assaltano la villa. Nella confusione una donna rapita tempo prima libera Alex e Sydney e quest'ultima si unisce alla lotta, uccidendo Ramon. Cruz sta per sparare a Sydney, ma viene bloccato da Walker; il boss cerca allora di colpirlo con un coltello, ma Walker afferra l'arma e lanciandola a sua volta lo uccide.
● Guest Star: Barbara Mandrell (Nicole), John Beck (Jake), Gary Graham (Travis)

## La festa degli scapoli
- Titolo originale: The Bachelor Party
- Diretto da: Mike Norris
- Scritto da: Rob Wright

### Trama
Walker festeggia l'addio al celibato trascorrendo una settimana di vacanza assieme a Trivette e Gage in uno sperduto lago di montagna. La zona è però frequentata da un orso che assale Gage: Walker riesce a distrarre l'animale con un ramo infuocato e i tre uomini si rifugiano in una baracca. Nel frattempo un criminale che Alex sta cercando di far condannare finge di avere problemi di salute e ottiene un processo anticipato, sapendo che Walker e gli altri Ranger, i testimoni di Alex, non potranno presentarsi. Alex tenta di rintracciare Walker e non riuscendovi parte in elicottero per cercarlo: il delinquente manda allora i suoi uomini a cercare i Ranger per ucciderli. Walker intanto esce dalla baracca per cercare aiuto, si imbatte in Alex e Sydney e le porta al rifugio prima che l'orso possa aggredirle. Walker decide di usare la radio dell'elicottero per chiamare soccorsi, ma viene catturato dagli uomini del criminale. Essi vengono però aggrediti dall'orso e nella confusione Walker riesce a fuggire, uccidendo poi l'orso con un fucile sottratto ai suoi nemici. Gage viene ricoverato e si riprende.

## Killer di professione
- Titolo originale: Wedding Bells: Part 1-2
- Diretto da: Mike Norris e Jerry Jameson
- Scritto da: Rob Wright e Bob Gookin

### Trama
A qualche giorno dalle nozze tra Walker e Alex un boss che sta per essere processato da Alex, Johnson Carter, decide di farla uccidere dai suoi uomini, sperando di poter corrompere l'avvocato che sarà chiamato a sostituirla. I sicari attaccano Walker e Alex mentre questi ultimi stanno facendo una passeggiata, ma vengono uccisi da Walker, che li riconosce e intima Carter di non azzardarsi a rifarlo. Il boss allora assume un vero killer, Michael Westmoreland, ex agente dei servizi segreti, che inizia a uccidere persone a caso per sviare le indagini, usando un pugnale di ghiaccio. Quando arriva il momento di uccidere Alex, il suo vero obiettivo, il killer viene però sorpreso da Gordon, il padre di Alex, che lo ferisce e così fugge senza essere riuscito a colpire il suo vero obiettivo. Carter, minacciato ancora una volta da Walker, cerca di fermare il killer, che invece è deciso a concludere il lavoro, eliminando Walker prima di Alex. L'amante del killer decide di concludere lei stessa il lavoro e cerca di uccidere il Ranger nascondendosi a casa sua, finendo poi uccisa. Il killer, appresa la notizia, il giorno dopo cerca di uccidere Walker e Trivette, ma dopo un lungo inseguimento precipita da un ponte con la sua auto. Dopo l'incidente Michael Westmoreland è creduto morto e Carter, che l'aveva assunto, viene condannato. Alex e Walker possono così sposarsi, raggiunti da Gordon che è stato dimesso dall'ospedale, poi partono in aereo per il viaggio di nozze. In realtà però Michael Westmoreland è vivo e ha ucciso il pilota dell'aereo sostituendosi a esso. A Trivette viene riferito che il corpo nella macchina non è del killer e avverte Walker, ma è troppo tardi, poiché il killer ha preso in ostaggio Alex e minacciato gli altri passeggeri. Il killer spara alla cabina di pilotaggio, uccidendo i due piloti e facendo perdere stabilità all'aereo, in modo da farlo precipitare; in un attimo di distrazione il killer viene affrontato e ucciso da Walker che poi, insieme ad Alex, si reca in cabina di pilotaggio e, seguendo le istruzioni dall'aeroporto, prende il comando dell'aereo facendolo atterrare, salvando così sé stesso, Alex e gli altri passeggeri. Walker e Alex prendono infine un altro aereo per recarsi a Parigi, dove avevano prenotato il loro viaggio di nozze.
● Guest Star: Charles Boswell (Johnson Carter), Alex Rocco (Johnny Rose), Rod Taylor (Gordon Cahill), Tom Bosley (Ministro), Tony Denison (Michael Westmoreland), Joan Jett (Dierdre Harris)